# 永遠のワルツ/白い犬とワルツを
『永遠のワルツ/白い犬とワルツを』（とわのワルツ しろいいぬとワルツを、To Dance with the White Dog）は、1993年にホールマーク・ホール・オブ・フェイムとしてアメリカで制作され、日本で1995年から放送されたテレビ映画。原作者はテリー・ケイ。グレン・ジョーダン監督作品。原作本「白い犬とワルツを」は新潮社から発行され、津田沼のBOOKS昭和堂が店頭で作ったポップをきっかけにベストセラーとなった。

## キャスト
※括弧内は日本語吹替
- サム・ピーク - ヒューム・クローニン（久米明）
- コーラ・ピーク - ジェシカ・タンディ（岩崎加根子）
- ジェームズ - フランク・ホエーリー（宮本充）
- ボビー - ハーレイ・クロス（浪川大輔）
- ケイト - クリスティーン・バランスキー（井上瑤）
- キャリー - エイミー・ライト（滝沢久美子）
- ポール - テリー・ビーヴァー（西村知道）
- ニーリー - エスター・ローレ（青木和代）
- ノア - ダン・オルブライト（津田英三）
- ホルマン - デヴィッド・ドワイヤー（福田信昭）
- ピート・モリス - アレックス・ヴァン（荒川太朗）
- ハーマン・モリス - エド・グラディ（山野史人）
- ハワード・クック - フランク・ロバーツ（田中正彦）
- ミルドレッド・クック - レーン・ブラッドバリー（佐々木優子）
- ニール・ルイス - ワード・Q・バトラー（塚田正昭）